# Докса Катокопіас
«Докса Катокопіас» (грец. Δόξα Κατωκοπιάς) — кіпрський футбольний клуб з міста Катокопія, утворений в 1954 році. Після турецького вторгнення 1974 року Катокопія опинилась на окупованій території, тому клуб перебазувався у містечко Перістерона. Домашні матчі проводить на стадіоні «Макаріо» у Нікосії. Кольори клубу — зелено-сині.

## Відомі гравці
- Річард Кінгсон
- Жолт Надь
- Абду Джамме

## Відомі тренери
- Слободан Крчмаревич